# Якуб Янкто
Якуб Янкто (чеськ. Jakub Jankto, нар. 19 січня 1996, Прага) — чеський футболіст, фланговий, і центральний півзахисник італійського «Кальярі» і національної збірної Чехії.

## Клубна кар'єра
Народився 19 січня 1996 року в Празі. Вихованець юнацьких команд футбольних клубів «Славія» та «Удінезе».
Першим дорослим клубом гравця став «Удінезе», до складу якого Янкто приєднався у 2014, перейшовши туди із «Славії» за 700 тисяч євро. Перший сезон Якуб провів у молодіжній команді, а в 2015 його перевели в основну команду.
Наступний сезон Якуб на правах оренди провів у клубі «Асколі», в якій провів один сезон, взявши участь у 34 матчах чемпіонату. Більшість часу, проведеного у складі «Асколі», був основним гравцем команди.
До складу клубу «Сампдорія» приєднався на правах оренди з опцією викупу за 15 млн євро 2018 року. За сезон відіграв за генуезький клуб 25 матчів в національному чемпіонаті. Після закінчення сезону «Сампдорія» використала опцію викупу.
19 серпня 2021 року за 6 мільйонів євро (плюс можливі бонуси) перейшов до іспанського «Хетафе». У новій команді не зумів пробитися до основного складу і за півроку був відданий в оренду до празької «Спарти», у складі якої уперше за дорослу кар'єру пограв на батьківщині.
15 липня 2023 року повернувся до Італії, уклавши повноцінний дворічний контракт із «Кальярі».

## Виступи за збірні
2012 року дебютував у складі юнацької збірної Чехії, взяв участь у 15 іграх на юнацькому рівні, відзначившись 4 забитими голами.
Протягом 2015—2017 років залучався до складу молодіжної збірної Чехії. На молодіжному рівні зіграв в 11 офіційних матчах, забив 4 голи.
2017 року дебютував в офіційних матчах у складі національної збірної Чехії.
У складі збірної був учасником чемпіонату Європи 2020 року.

## Особисте життя
Янкто був у стосунках із моделлю Маркетою Оттоманською та мав сина. Вони розлучилися у 2021 році.
13 лютого 2023 року Янкто публічно оголосив себе геєм у соціальній мережі, ставши першим активним футболістом міжнародної команди, який зробив це. Крок Янкто отримав підтримку футбольних клубів, футболістів та інших спортсменів.

## Статистика виступів

### Статистика клубних виступів
Станом на 11 липня 2024
| Сезон                 | Команда               | Чемпіонат             | Чемпіонат | Чемпіонат | Національний кубок | Національний кубок | Національний кубок | Континентальні кубки | Континентальні кубки | Континентальні кубки | Інші змагання | Інші змагання | Інші змагання | Усього | Усього |
| Сезон                 | Команда               | Ліга                  | Ігор      | Голів     | Ліга               | Ігор               | Голів              | Ліга                 | Ігор                 | Голів                | Ліга          | Ігор          | Голів         | Ігор   | Голів  |
| --------------------- | --------------------- | --------------------- | --------- | --------- | ------------------ | ------------------ | ------------------ | -------------------- | -------------------- | -------------------- | ------------- | ------------- | ------------- | ------ | ------ |
| 2015–16               | «Асколі»              | B                     | 34        | 5         | КІ                 | 1                  | 0                  | -                    | -                    | -                    | -             | -             | -             | 35     | 5      |
| 2016–17               | «Удінезе»             | A                     | 29        | 5         | КІ                 | 1                  | 0                  | -                    | -                    | -                    | -             | -             | -             | 30     | 5      |
| 2017–18               | «Удінезе»             | A                     | 36        | 4         | КІ                 | 3                  | 2                  | -                    | -                    | -                    | -             | -             | -             | 39     | 6      |
| Усього за «Удінезе»   | Усього за «Удінезе»   | Усього за «Удінезе»   | 65        | 9         |                    | 4                  | 2                  |                      | -                    | -                    |               | -             | -             | 69     | 11     |
| 2018–19               | «Сампдорія»           | A                     | 25        | 0         | КІ                 | 3                  | 1                  | -                    | -                    | -                    | -             | -             | -             | 28     | 1      |
| 2019–20               | «Сампдорія»           | A                     | 30        | 2         | КІ                 | 1                  | 0                  | -                    | -                    | -                    | -             | -             | -             | 31     | 2      |
| 2020–21               | «Сампдорія»           | A                     | 35        | 6         | КІ                 | 2                  | 0                  | -                    | -                    | -                    | -             | -             | -             | 37     | 6      |
| лип.-серп. 2021       | «Сампдорія»           | A                     | 0         | 0         | КІ                 | 1                  | 0                  | -                    | -                    | -                    | -             | -             | -             | 1      | 0      |
| Усього за «Сампдорію» | Усього за «Сампдорію» | Усього за «Сампдорію» | 90        | 8         |                    | 7                  | 1                  |                      | -                    | -                    |               | -             | -             | 97     | 9      |
| серп. 2021–22         | «Хетафе»              | ПД                    | 14        | 0         | КІ                 | 1                  | 0                  | -                    | -                    | -                    | -             | -             | -             | 15     | 0      |
| 2022–23               | «Спарта» (Прага)      | 1Л                    | 15        | 1         | КЧ                 | 1                  | 0                  | -                    | -                    | -                    | -             | -             | -             | 16     | 1      |
| 2023–24               | «Кальярі»             | A                     | 18        | 1         | КІ                 | 2                  | 0                  | -                    | -                    | -                    | -             | -             | -             | 20     | 1      |
| Усього за кар'єру     | Усього за кар'єру     | Усього за кар'єру     | 235       | 24        |                    | 16                 | 3                  |                      | -                    | -                    |               | -             | -             | 251    | 27     |

### Матчі за збірну
Станом на 21 серпня 2023
| Дата       | Місто          | Господарі         | Результат  | Гості      | Турнір                               | Голи | Примітки  |
| ---------- | -------------- | ----------------- | ---------- | ---------- | ------------------------------------ | ---- | --------- |
| 22-3-2017  | Усті-над-Лабем | Чехія             | 3 – 0      | Литва      | товариський матч                     | 1    | 50'       |
| 26-3-2017  | Сан-Марино     | Сан-Марино        | 0 – 6      | Чехія      | Відбір до ЧС 2018                    | -    | 67'       |
| 5-6-2017   | Брюссель       | Бельгія           | 2 – 1      | Чехія      | товариський матч                     | -    | 46'       |
| 10-6-2017  | Осло           | Норвегія          | 1 – 1      | Чехія      | Відбір до ЧС 2018                    | -    | 43'       |
| 1-9-2017   | Прага          | Чехія             | 1 – 2      | Німеччина  | Відбір до ЧС 2018                    | -    | 89'       |
| 4-9-2017   | Белфаст        | Північна Ірландія | 2 – 0      | Чехія      | Відбір до ЧС 2018                    | -    | 55'       |
| 5-10-2017  | Баку           | Азербайджан       | 1 – 2      | Чехія      | Відбір до ЧС 2018                    | -    |           |
| 8-10-2017  | Плзень         | Чехія             | 5 – 0      | Сан-Марино | Відбір до ЧС 2018                    | -    |           |
| 8-11-2017  | Доха           | Ісландія          | 1 – 2      | Чехія      | товариський матч                     | -    | 87'       |
| 11-11-2017 | Доха           | Катар             | 0 – 1      | Чехія      | товариський матч                     | -    | 62'       |
| 1-6-2018   | Санкт-Пельтен  | Австралія         | 4 – 0      | Чехія      | товариський матч                     | -    | 46' - 79' |
| 6-6-2018   | Швехат         | Нігерія           | 0 – 1      | Чехія      | товариський матч                     | -    | 79'       |
| 10-9-2018  | Ростов-на-Дону | Росія             | 5 – 1      | Чехія      | товариський матч                     | -    |           |
| 13-10-2018 | Трнава         | Словаччина        | 1 – 2      | Чехія      | Ліга націй УЄФА 2018-2019 - 1-й етап | -    | 89'       |
| 16-10-2018 | Київ           | Україна           | 1 – 0      | Чехія      | Ліга націй УЄФА 2018-2019 - 1-й етап | -    | 81'       |
| 15-11-2018 | Гданськ        | Польща            | 0 – 1      | Чехія      | товариський матч                     | 1    | 66'       |
| 19-11-2018 | Прага          | Чехія             | 1 – 0      | Словаччина | Ліга націй УЄФА 2018-2019 - 1-й етап | -    | 76'       |
| 22-3-2019  | Лондон         | Англія            | 5 – 0      | Чехія      | Відбір до ЧЄ 2020                    | -    | 46'       |
| 26-3-2019  | Прага          | Чехія             | 1 – 3      | Бразилія   | товариський матч                     | -    | 84'       |
| 7-6-2019   | Прага          | Чехія             | 2 – 1      | Болгарія   | Відбір до ЧЄ 2020                    | -    | 82'       |
| 10-6-19    | Оломоуць       | Чехія             | 3 – 0      | Чорногорія | Відбір до ЧЄ 2020                    | 1    | 74'       |
| 7-9-2019   | Приштина       | Косово            | 2 – 1      | Чехія      | Відбір до ЧЄ 2020                    | -    |           |
| 10-9-2019  | Подгориця      | Чорногорія        | 0 – 3      | Чехія      | Відбір до ЧЄ 2020                    | -    | 75'       |
| 11-10-2019 | Прага          | Чехія             | 2 – 1      | Англія     | Відбір до ЧЄ 2020                    | -    | 8' 83'    |
| 14-11-2019 | Пльзень        | Чехія             | 2 – 1      | Косово     | Відбір до ЧЄ 2020                    | -    | 90+1'     |
| 17-11-2019 | Софія (місто)  | Болгарія          | 1 – 0      | Чехія      | Відбір до ЧЄ 2020                    | -    | 90+3'     |
| 4-9-2020   | Братислава     | Словаччина        | 1 – 3      | Чехія      | Ліга націй УЄФА 2020-2021 - 1-й етап | -    | 68'       |
| 11-11-2020 | Берлін         | Німеччина         | 1 – 0      | Чехія      | товариський матч                     | -    | 46'       |
| 15-11-2020 | Пльзень        | Чехія             | 1 – 0      | Ізраїль    | Ліга націй УЄФА 2020-2021 - 1-й етап | -    | 82'       |
| 18-11-2020 | Пльзень        | Чехія             | 2 – 0      | Словаччина | Ліга націй УЄФА 2020-2021 - 1-й етап | -    | 74'       |
| 24-3-2021  | Люблін         | Естонія           | 2 – 6      | Чехія      | Відбір до ЧС 2022                    | 1    | 65'       |
| 27-3-2021  | Прага          | Чехія             | 1 – 1      | Бельгія    | Відбір до ЧС 2022                    | -    | 61'       |
| 30-3-2021  | Кардіфф        | Уельс             | 1 – 0      | Чехія      | Відбір до ЧС 2022                    | -    | 62' 82'   |
| 4-6-2021   | Болонья        | Італія            | 4 – 0      | Чехія      | товариський матч                     | -    | 61'       |
| 8-6-2021   | Прага          | Чехія             | 3 – 1      | Албанія    | товариський матч                     | -    | 64'       |
| 14-6-2021  | Глазго         | Шотландія         | 0 – 2      | Чехія      | ЧЄ 2020 - 1-й етап                   | -    | 72'       |
| 18-6-2021  | Глазго         | Хорватія          | 1 – 1      | Чехія      | ЧЄ 2020 - 1-й етап                   | -    | 74'       |
| 22-6-2021  | Лондон         | Чехія             | 0 – 1      | Англія     | ЧЄ 2020 - 1-й етап                   | -    | 46'       |
| 27-6-2021  | Будапешт       | Нідерланди        | 0 – 2      | Чехія      | ЧЄ 2020 - 1/8 фіналу                 | -    | 79'       |
| 3-7-2021   | Баку           | Чехія             | 1 – 2      | Данія      | ЧЄ 2020 - чвертьфінал                | -    | 46'       |
| 2-9-2021   | Острава        | Чехія             | 1 – 0      | Білорусь   | Відбір до ЧС 2022                    | -    | 77'       |
| 24-3-2022  | Стокгольм      | Швеція            | 1 – 0 д.ч. | Чехія      | Відбір до ЧС 2022                    | -    | 76'       |
| 29-3-2022  | Кардіфф        | Уельс             | 1 – 1      | Чехія      | товариський матч                     | -    | 63'       |
| 2-6-2022   | Прага          | Чехія             | 2 – 1      | Швейцарія  | Ліга націй УЄФА 2022-2023 - 1-й етап | -    | 67'       |
| 5-6-2022   | Прага          | Чехія             | 2 – 2      | Іспанія    | Ліга націй УЄФА 2022-2023 - 1-й етап | -    | 24' 46'   |
| Усього     |                | Матчів            | 45         |            | Голів                                | 4    |           |

| Дата      | Місто       | Господарі  | Результат | Гості   | Турнір                             | Голи | Примітки |
| --------- | ----------- | ---------- | --------- | ------- | ---------------------------------- | ---- | -------- |
| 23-5-2016 | Міттерзілль | Чехія      | 1 – 1     | Албанія | Товариський матч                   | 1    | 52'      |
| 1-9-2016  | Подгориця   | Чорногорія | 0 – 3     | Чехія   | Кваліфікація молодіжного Євро-2017 | -    |          |
| 6-9-2016  | Ауд-Геверле | Бельгія    | 2 – 1     | Чехія   | Кваліфікація молодіжного Євро-2017 | -    | 60'      |
| 7-10-2016 | Зноймо      | Чехія      | 4 – 1     | Молдова | Кваліфікація молодіжного Євро-2017 | 2    |          |
| 18-6-2017 | Тихи        | Німеччина  | 2 – 0     | Чехія   | Молодіжне Євро-2017 - 1-й етап     | -    | 88'      |
| 21-6-2017 | Тихи        | Чехія      | 3 – 1     | Італія  | Молодіжне Євро-2017 - 1-й етап     | -    |          |
| 24-6-2017 | Тихи        | Чехія      | 2 – 4     | Данія   | Молодіжне Євро-2017 - 1-й етап     | -    | 64'      |
| Усього    |             | Матчів     | 7         |         | Голів                              | 3    |          |

## Титули і досягнення
- Чемпіон Чехії (1):

«Спарта»: 2022–23